# Pyry Soiri
Pyry Soiri, né le 22 septembre 1994 à Ekenäs, est un footballeur international finlandais, qui évolue au poste d'ailier au GS Kallithéa.

## Biographie

### En club

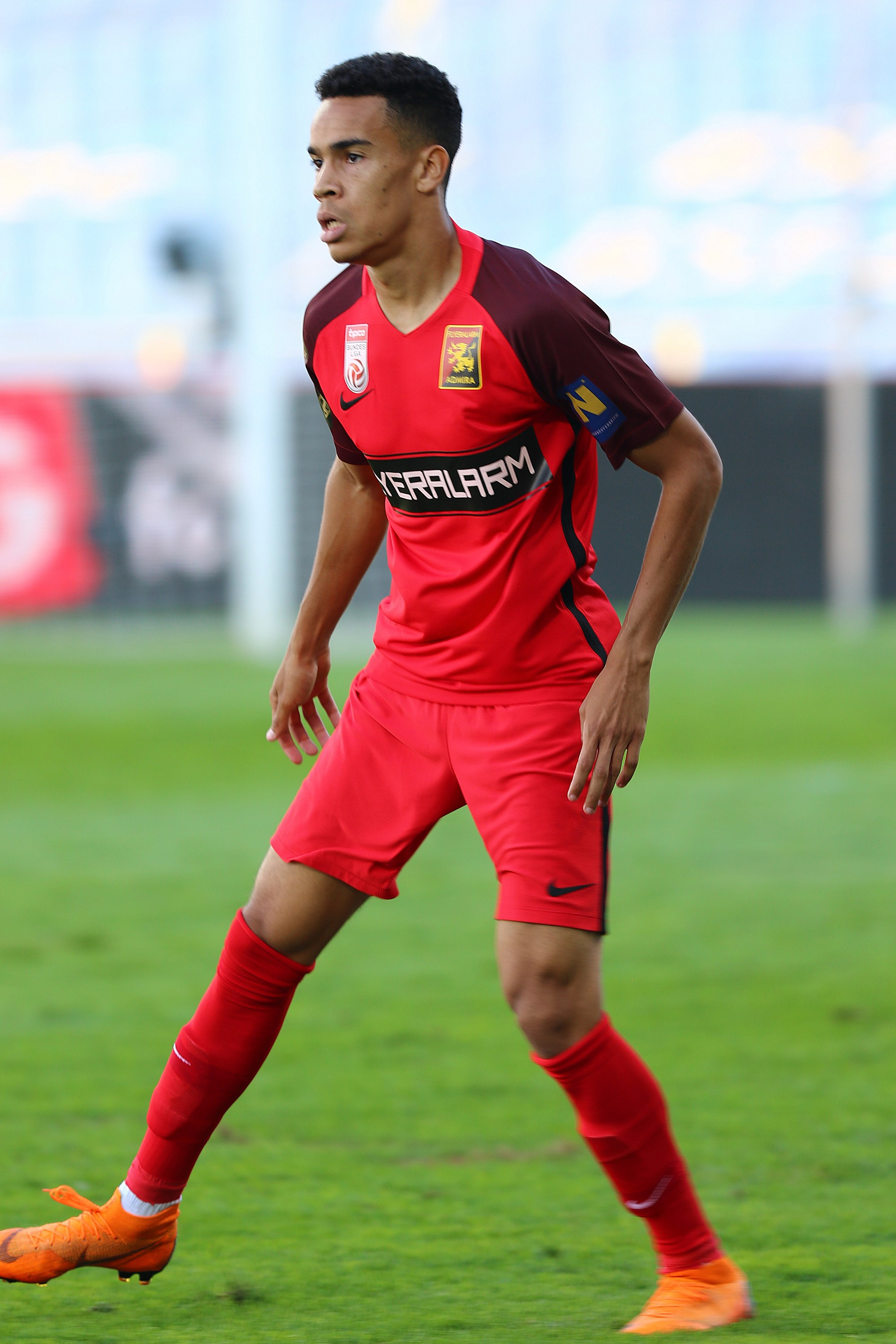
Soiri pour son premier match avec l'Admira Wacker en 2018

Pyry Soiri naît le 22 septembre 1994 à Ekenäs, dans le sud de la Finlande. Son père est namibien et sa mère, Iina, est une spécialiste des sciences sociales finlandaise. Il passe une partie de son enfance en Afrique pour le travail de sa mère (au Mozambique, en Namibie et en Tanzanie).
Il commence sa formation au Pallo-Pojat Helsinki, puis rejoint le Myllykosken Pallo-47 à l'âge de 15 ans. Il rejoint l'équipe première en 2011, et dispute son premier match le 20 janvier 2012 en Coupe de la Ligue finlandaise sur la pelouse du HJK Helsinki, en remplaçant Ville Saxman (en) à dix minutes du terme (défaite 4-0).
En juin 2012, il est prêté au Järvenpään Palloseura (en), où il dispute deux matchs, et est à nouveau prêté en août de la même année au KTP Kotka, avec qui il joue 12 matchs, et inscrit deux buts.
De retour au MyPa, il inscrit son premier but avec le club de ses débuts le 16 septembre 2013, en championnat, en réduisant la marque en fin de match face à l'IFK Mariehamn (défaite 3-2). Il dispute ses premiers matchs européens en juillet 2014, grâce à la qualification au premier tour de qualification à la Ligue Europa du Myllykosken Pallo-47 par le biais du prix du fair play UEFA. Au premier tour Soiri et ses coéquipiers affrontent le club féroïen de l'ÍF Fuglafjørður, et se qualifient au prix d'une victoire 1-0 à domicile, et d'un match nul et vierge au retour. Au tour suivant, le MyPa est éliminé par le Dinamo Minsk (0-3, 0-0). Soiri dispute tout de même les quatre matchs en tant que titulaire. 
À l'issue de la saison 2014, Pyry Soiri rejoint le Vaasan Palloseura. Il s'impose comme titulaire dans son nouveau club, ne manquant qu'un seul match de championnat lors de sa première saison au club, en raison d'une convocation en équipe de Finlande espoirs. En 2016, il inscrit 10 buts en 30 matchs de championnat, son meilleur total jusqu'alors. 
À l'issue de la saison 2016, il rejoint la Biélorussie et le Chakhtior Salihorsk. En raison de deux défaites sur les deux derniers matchs du championnat 2017, le club, pourtant leader, termine à la troisième place, et voit le titre lui échapper, remporté par le BATE Borisov. Soiri joue peu pour le club lors de la première partie du championnat 2018. 
Le 10 août 2018, il est transféré à l'Admira Wacker en Autriche. Ne jouant peu, notamment en seconde partie de saison, il quitte le club après une année où le club échappe de peu à la relégation. 
Le 18 juin 2019, il s'engage en faveur de l'Esbjerg fB. Il dispute le deuxième tour de qualification face à la C3 face à son ancien club du Chakhtior Salihorsk, perdu après une défaite 2-0 à l'aller et un 0-0 au retour. Le club vit une saison très compliquée avec 4 victoires en 26 matchs de saison régulière, puis ne parvient pas à se maintenir lors du tour de relégation, en terminant à l'ultime place de son groupe. 
Le 4 octobre 2021, libre de tout contrat depuis son départ d'Esbjerg au mois d'août, il s'engage pour deux saisons en faveur de l'HJK Helsinki, dont la saison ne commencera qu'en janvier 2022.

### En sélection

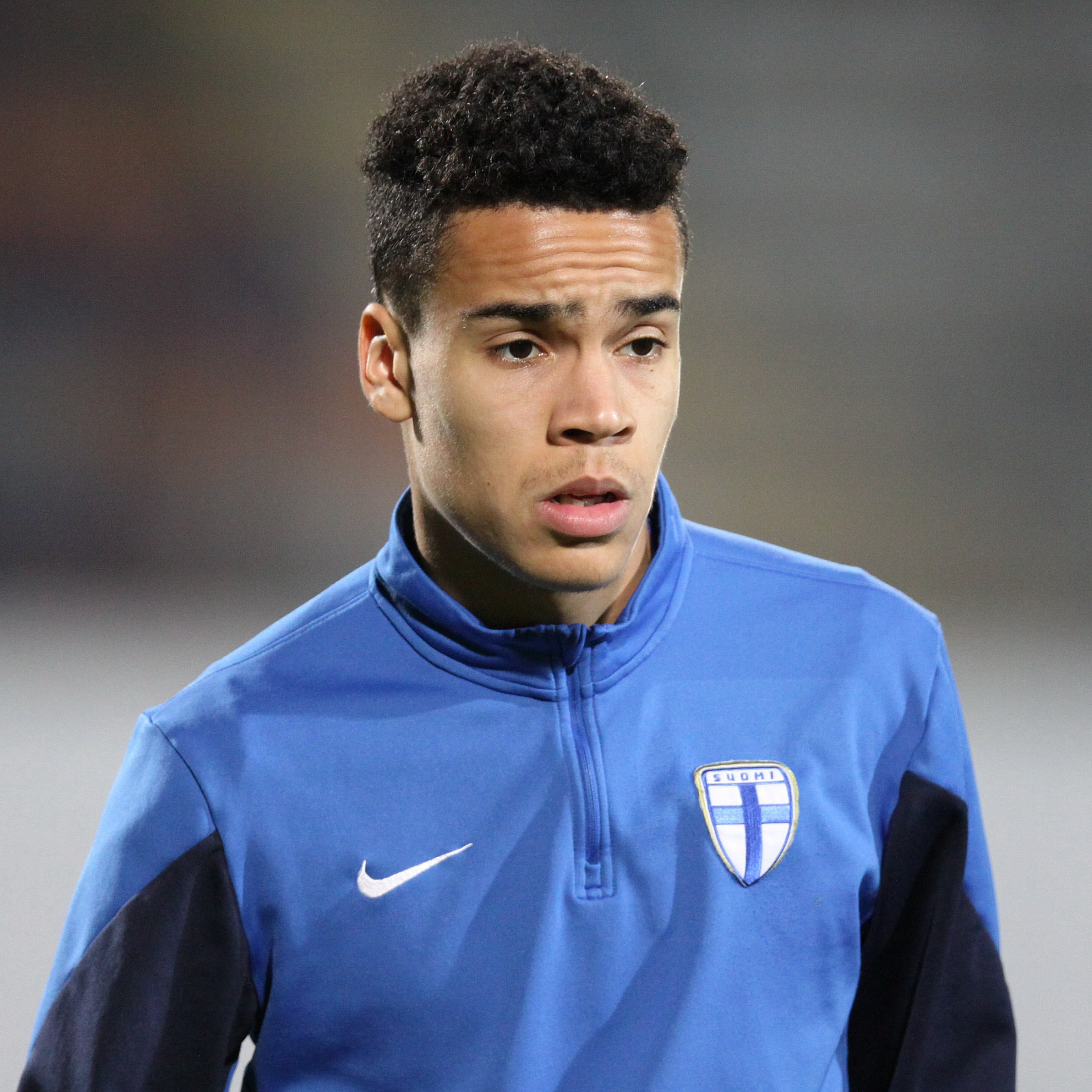
Pyry Soiri avec l'équipe de Finlande espoirs en 2015

Possédant la nationalité namibienne, et pouvant représenter la Namibie, Pyry Soiri décide de jouer pour la Finlande, avec qui il évolue à l'échelon international pour la Finlande chez les moins de 19 ans en 2013 et moins de 20 ans entre 2013 et 2014.
Il dispute son premier match avec l'équipe de Finlande espoirs le 1er juin 2014 face à la Moldavie en remplaçant Simon Skrabb à une minute du terme. Ce match soldé par une victoire 1-0 des Finlandais était disputé dans le cadre des éliminatoires à l'Euro espoirs 2015. Soiri ne dispute qu'un match de qualification à cette édition. Pour la campagne de qualification pour à l'Euro espoirs 2017, Soiri est un titulaire occasionnel de sa sélection, qui échoue à la troisième place d'un groupe dominé par l'Allemagne, et voient donc leur campagne s'arrêter au stade des qualifications.
Le 6 octobre 2017, sélectionné par Markku Kanerva, Pyry Soiri dispute son premier match avec l'équipe de Finlande A lors qualifications à la Coupe du monde 2018 face à la Croatie. Il remplace Përparim Hetemaj à dix minutes de la fin du match, et inscrit le but de l'égalisation à 1-1 à la 90e minute à Rijeka. Trois jours plus tard, Soiri, rentré en jeu en fin de match, distille une passe décisive pour Joel Pohjanpalo à la 88e minute et permet d'arracher le nul 2-2 en Turquie. Dès son troisième match, il inscrit un but et une passe décisive en match amical face à l'Estonie (3-0). Soiri est titulaire lors de la Ligue des Nations 2018-2019, durant laquelle la Finlande termine à la première place de son groupe de la Ligue C, et sont promus en Ligue B.
Pour les éliminatoires pour à l'Euro 2020, Soiri marque un but et dispute neuf des dix matchs, qui voient la Finlande obtenir une deuxième place, menant les Huuhkajat à une première qualification à la phase finale d'un championnat d'Europe. Soiri fait partie des 26 joueurs convoqués par Markku Kanerva pour disputer l'Euro 2020. Il ne dispute qu'un seul des trois matchs de poule, en remplaçant Jukka Raitala à un quart d'heure de la fin face à la Russie le 16 juin 2021 (défaite 1-0). Avec une victoire en trois matchs, les Hiboux Grands-Ducs terminent à la troisième place du groupe mais ne figurent pas parmi les meilleurs troisièmes et sont éliminés.